# Ang Probinsyano
Ang Probisnyano er en filippinsk tv-serie. Hovedrollerne spilles af henholdsvis Coco Martin (Dominador "Ador" B. de Leon / Ricardo "Cardo" Dalisay).